# Sclerophrys xeros
Sclerophrys xeros (Tandy, Tandy, Keith & Duff-MacKay, 1976) è una specie di anfibio anuro della famiglia Bufonidae, diffuso in Africa. Esemplari sono stati rinvenuti in Algeria, Camerun, Ciad, Gibuti, Eritrea, Etiopia, Gambia, Guinea, Kenya, Libia, Mali, Mauritania, Niger, Senegal, Somalia, Sudan, Tanzania, Uganda, Sahara Occidentale, inoltre sono al vaglio osservazioni non confermate in Angola, Benin, Burkina Faso, Repubblica Centrafricana, Repubblica Democratica del Congo, Guinea-Bissau e Nigeria. I suoi habitat naturali sono savana secca, arbusteti secchi subtropicali o tropicali, praterie secche subtropicali o tropicali di pianura, fiumi intermittenti, paludi d'acqua dolce intermittenti, sorgenti d'acqua dolce, deserti caldi e terreni coltivabili. Il suo stato di conservazione è valutato dall'Unione internazionale per la conservazione della natura come "Rischio minimo".

## Descrizione
La specie è caratterizzata dalla testa larga e muso smussato e da dimensioni medie, con i maschi che misurano tra i 52 e gli 86 mm, mentre le femmine tra i 55 e gli 87 mm. Dorsalmente il colore varia dal crema al grigio o al marrone, con sei coppie di macchie simmetriche, di cui la quarta è la più grande, e, più raramente, queste coppie possono fondersi in un'unica macchia. Il ventre è color crema, con una quantità variabile di screziature nei maschi; il collo delle femmine ha una pigmentazione più chiara, mentre i maschi sono completamente scuri. Alcuni individui presentano parti delle cosce di colore rosso scarlatto, una caratteristica che si riscontra solo nei maschi.
Hanno ghiandole parotoidi parzialmente sviluppate, a forma di rene, presenti sopra il timpano, che è chiaramente visibile. I maschi hanno un unico sacco vocale, presente nella regione subgolare. Il dorso presenta numerosi tubercoli, che possono assomigliare a una spina o avere una forma arrotondata e sono solitamente allineati con la colonna vertebrale. La pelle ventrale è leggermente granulosa, ma non ruvida. I maschi hanno ghiandole allungate prominenti sotto la pelle e, durante il periodo riproduttivo, sviluppano cuscinetti nuziali sulle prime tre dita.
La vocalizzazione dura tra 0,36 e 0,4 s, con una frequenza dominante di 880 Hz, ed è costituita da una serie complessa di impulsi, che può essere descritta onomatopeicamente come "hoot", simile al verso emesso da un gufo. Il loro gracchiare può variare da individuo a individuo, soprattutto se di dimensioni diverse.

## Comportamento
Il rospo subdesertico vive in regioni aride e può estivare per lunghi periodi. Nell'Africa nordoccidentale è attivo tra settembre e marzo e si riproduce in settembre e ottobre, deponendo le uova in stagni e pozze temporanee nei letti dei fiumi. È prevalentemente notturno e si nutre di piccoli invertebrati come ragni, coleotteri e altri insetti.